# Sun Araw
Sun Araw, pseudonimo di Cameron Stallones (Austin, 1984), è un musicista statunitense.
Il suo stile pressoché inclassificabile fonde dub, psichedelia, new age e ricorre all'improvvisazione.

## Biografia
Stallones nacque ad Austin nel 1984. Stando a quanto affermò in un articolo uscito su LA Weekly, il suo pseudonimo, un accostamento delle parole Sun (in inglese Sole) e Araw (in tagalog Sole o giorno), vuole alludere alla domenica (in inglese sunday).
Dopo aver pubblicato una serie di EP, Sun Araw pubblicò il vero e proprio album in studio di debutto On Patrol (2010). Questa uscita, così come i successivi Ancient Romans (2011) e Icon Give Thank (2012), valsero all'artista gli apprezzamenti di critici e specialisti musicali. Nel 2017 compose le musiche del film Guarda in alto, diretto da Fulvio Risuleo. Una traccia di Sun Araw compare in Padre fammi partire! A Tribute to Franco Battiato, una compilation del 2024 dedicata al cantautore siciliano.
Sun Araw ha collaborato con artisti come Laraaji, The Congos, Maarja Nuut ed Eternal Tapestry.

## Vita privata
Sun Araw oggi vive a Long Beach, in California.

## Discografia parziale

### Album in studio
- 2010 – On Patrol
- 2011 – Night Gallery (con gli Eternal Tapestry)
- 2011 – Ancient Romans
- 2012 – Icon Give Thank (con M. Geddes Gingras e The Congos)

## Colonne sonore
- Guarda in alto, regia di Fulvio Risuleo (2017)